# Gunnar Myrdal
Karl Gunnar Myrdal (Skattungbyn, 6 december 1898 – Danderyd, 17 mei 1987) was een Zweeds econoom, socioloog en politicus. Myrdal was een prominent lid van de Stockholmschool.

## Levensloop
Myrdal werd in 1898 geboren in Skattungbyn. Na in 1927 een doctoraat in de rechten en economie te hebben behaald aan de Universiteit van Stockholm, werd Myrdal parlementslid voor de Zweedse sociaaldemocraten. Van 1945 tot 1947 was hij de Zweedse minister van handel en van 1947 tot 1957 secretaris van de Europese economische commissie van de Verenigde Naties. Na 1957 werd hij hoogleraar in de economie aan de Universiteit van Stockholm.

## Onderzoek
Myrdal onderzocht vooral de verdeling van welvaart in de wereld en de daarmee samenhangende oorzaken van armoede. In 1957 formuleerde hij de theorie van cumulatieve causatie, die stelt dat het economische centrum zich steeds meer uitbreidt ten koste van de periferie.
Myrdal was een aanhanger van tijdgenoot John Maynard Keynes en propageerde actief overheidsingrijpen in de economie. Hij was tijdens de jaren 50 en 60 een van de belangrijkste voorstanders van de verzorgingsstaat.

## Publicaties
Myrdals studies culmineerden in zijn driedelige werk Asian Drama - An Inquiry into the Poverty of Nations, gepubliceerd in 1968. In 1970 publiceerde hij een begeleidend boek getiteld The Challenge of World Poverty. Daarin zette hij uiteenzette hoe de problemen die hij schetste in Asian Drama zouden kunnen worden opgelost.

## Nobelprijs
In 1974 won Myrdal de prijs van de Zweedse Rijksbank voor economie samen met Friedrich von Hayek. Twee jaar later, nadat de prijs was uitgereikt aan Milton Friedman, pleitte Myrdal voor afschaffing van de prijs omdat hij vooral zou worden uitgereikt vanuit ideologische motieven en omdat economie naar zijn mening geen zuivere wetenschap was.

## Privéleven
Hij was getrouwd met de socioloog Alva Myrdal, die eveneens een Nobelprijs won en met wie hij een boek schreef over het afnemende geboortecijfer in Zweden. Hun zoon Jan Myrdal (overleden in oktober 2020) zou een bekend activist worden in Zweden, die sympathiseerde met de communistische regimes van China ten tijde van de zogeheten Culturele revolutie aldaar en na 1975 het zogeheten Democratisch Kampuchea, d.w.z. Cambodja onder de Rode Khmer en Pol Pot. Hij had een moeizame en tegenstrijdige relatie met zijn ouders en andere familieleden. 
1969: Frisch, Tinbergen ·
1970 : Samuelson ·
1971: Kuznets ·
1972: Hicks, Arrow ·
1973: Leontief ·
1974: Myrdal, Hayek ·
1975: Kantorovitsj, Koopmans ·
1976: Friedman ·
1977: Ohlin, Meade ·
1978: Simon ·
1979: Schultz, Lewis ·
1980: Klein ·
1981: Tobin ·
1982: Stigler ·
1983: Debreu ·
1984: Stone ·
1985: Modigliani ·
1986: Buchanan ·
1987: Solow ·
1988: Allais ·
1989: Haavelmo ·
1990: Markowitz, Miller, Sharpe ·
1991: Coase ·
1992: Becker ·
1993: Fogel, North ·
1994: Harsanyi, Nash, Selten ·
1995: Lucas ·
1996: Mirrlees, Vickrey ·
1997: Merton, Scholes ·
1998: Sen ·
1999: Mundell ·
2000: Heckman, McFadden ·
2001: Akerlof, Spence, Stiglitz ·
2002: Kahneman, Smith ·
2003: Engle, Granger ·
2004: Kydland, Prescott ·
2005: Aumann, Schelling ·
2006: Phelps ·
2007: Hurwicz, Maskin, Myerson ·
2008: Krugman ·
2009: Ostrom, Williamson ·
2010: Diamond, Mortensen, Pissarides ·
2011: Sims, Sargent ·
2012: Roth, Shapley  ·
2013: Fama, Hansen, Shiller  ·
2014: Tirole  ·
2015: Deaton  ·
2016: Hart, Holmström ·
2017: Thaler ·
2018: Nordhaus, Romer ·
2019: Banerjee, Duflo, Kremer ·
2020: Milgrom, Wilson ·
2021: Imbens, Angrist, Card ·
2022: Bernanke, Diamond, Dybvig ·
2023: Goldin ·
2024: Acemoglu, Johnson, Robinson
- Bibsys: 90063206
- Biblioteca Nacional de Chile: 000035241
- Biblioteca Nacional de España: XX993288
- Bibliothèque nationale de France: cb119173206 (data)
- Catàleg d'autoritats de noms i títols de Catalunya: 981058513964506706
- CiNii: DA00622168
- Gemeinsame Normdatei: 118586084
- International Standard Name Identifier: 0000 0001 2128 0468
- KulturNav: e3c3595f-c258-4c47-8b31-41cf5289100d
- Library of Congress Control Number: n80044766
- Nationale Bibliotheek van Letland: 000216104
- Mathematics Genealogy Project: 237395
- Bibliotheek van het Japanse parlement: 00450935
- Nationale Bibliotheek van Tsjechië: jn20000604130
- Nationale bibliotheek van Australië: 35371490
- Nationale Bibliotheek van Israël: 987007301312705171
- Nationale Bibliotheek van Polen: a0000001952871
- Nationale en Universitaire bibliotheek Zagreb: 000096228
- Nederlandse Thesaurus van Auteursnamen: 06839294X
- LIBRIS: 210905
- SNAC: w69w0wh2
- Système universitaire de documentation: 027043649
- Trove: 929188
- Virtual International Authority File: 36922418
- WorldCat: E39PBJcBTGv4xKqk4vWM4Y3PcP